# Guillermo Gallegos
Guillermo Antonio Gallegos Navarrete (Sensuntepeque, Cabañas, 24 de junio de 1970) es un político, abogado y notario  salvadoreño que actualmente ocupa el cargo como Vicepresidente tercero de la Asamblea Legislativa de El Salvador. Ostenta el título de Licenciado en Ciencias Jurídicas, Abogado y Notario de la República de El Salvador, Fue fundador del partido Gran Alianza por la Unidad Nacional y contribuyó al rompimiento del bipartidismo en El Salvador, con la victoria en primera vuelta de Nayib Bukele.

## Trayectoria política
- Diputado Propietario a la Asamblea Legislativa por el departamento de San Salvador

Período: 2000-2003
- Diputado Propietario a la Asamblea Legislativa por el departamento de San Salvador

Período: 2003-2006
- Diputado Propietario a la Asamblea Legislativa por el departamento de San Salvador

Período: 2006-2009
- Diputado Propietario a la Asamblea Legislativa por el departamento de San Salvador

Período: 2006-2009
- Diputado Propietario a la Asamblea Legislativa por el departamento de San Salvador y Coordinador de Grupo Parlamentario

Período: 2009-2012
- Vicepresidente de la Honorable Junta Directiva de la Asamblea Legislativa de la República de El Salvador, Diputado Propietario

Período: 2009-2012
- Diputado Propietario por el departamento de San Salvador

Período: 2012-2015
- Vicepresidente de la Honorable Junta Directiva de la Asamblea Legislativa de la República de El Salvador, Diputado Propietario

Periodo: 2012-2015
- Diputado Propietario a la Asamblea Legislativa por el departamento de San Salvador

Período: mayo de 2015 - abril de 2018
- Diputado Propietario a la Asamblea Legislativa por el departamento de San Salvador

Período: mayo de 2018 - abril de 2021

## Comisiones legislativas a las que pertenece
1. Financiera
2. Hacienda y Especial del Presupuesto
3. Legislación y puntos Constitucionales
4. Política
5. Seguridad Pública y Combate a la Narcoactividad[2]

## Experiencia laboral
1. Fiscal Adscrito al Juzgado de Instrucción de San Pedro Masahuat
2. Fiscal Adscrito al Cuarto Juzgado de Instrucción de San Salvador
3. Fiscal Adscrito al Juzgado Décimo de Instrucción de San Salvador
4. Colaborador Jurídico de la Procuraduría General de la República[3]